# 18e cérémonie des Teen Choice Awards
La 18e cérémonie des Teen Choice Awards a lieu le 31 juillet 2016 à Los Angeles et est retransmise sur la chaîne FOX.
Les prix récompensent les réalisations de l'année dans la musique, le cinéma, la télévision, le sport, la mode, la comédie, les jeux vidéo et d'internet, et ont été votés par les téléspectateurs âgés de 13 à 17. Justin Timberlake est configuré pour recevoir le Prix de la Décennie.
Les premières nominations sont annoncées le 24 mai 2016. Les deuxièmes nominations sont annoncées le 9 juin 2016. Les troisièmes et dernière nominations sont annoncées le 6 juillet 2016.

## Performances
- Flo Rida - "My House" et "Zillionaire"
- Charlie Puth - "We don't Talk Anymore"
- Ne-Yo - "What's Going On"
- Serayah - "Look But Don't Touch"
- Jason Derulo - "Kiss the Sky"

## Remettants
- Daisy Ridley
- Chris Evans
- Sarah Hyland
- Ashley Benson
- Ne-Yo
- Shay Mitchell
- Lea Michele
- Jessica Alba
- Jennifer Garner
- Fifth Harmony
- Lucy Hale
- Zendaya
- Wilmer Valderrama
- Keke Palmer
- Jake T. Austin

## Palmarès
Les lauréats sont indiqués ci-dessous dans chaque catégorie et en caractères gras.

### Cinéma
| Film : Action | Acteur : Action | Actrice : Action |
| --- | --- | --- |
| - Deadpool - Divergente 3 : Au-delà du mur - Au cœur de l'océan - Le Livre de la Jungle - Le Labyrinthe : La Terre brûlée - 007 Spectre | - Dylan O'Brien dans Le Labyrinthe : La Terre brûlée - Chris Hemsworth dans Au cœur de l'océan - Theo James dans Divergente 3 : Au-delà du mur - Ryan Reynolds dans Deadpool - Neel Sethi dans Le Livre de la Jungle | - Shailene Woodley dans Divergente 3 : Au-delà du mur - Morena Baccarin dans Deadpool - Charlotte Riley dans Au cœur de l'océan - Kaya Scodelario dans Le Labyrinthe : La Terre brûlée - Léa Seydoux dans 007 Spectre |
| Film : Dramatique | Acteur : Dramatique | Actrice : Dramatique |
| - Miracles du Ciel - 10 Cloverfield Lane - Creed : L'Héritage de Rocky Balboa - Seul sur Mars - Point Break - NWA: Straight Outta Compton | - Leonardo DiCaprio dans The Revenant - Matt Damon dans Seul sur Mars - Taron Egerton dans Eddie the Eagle - O'Shea Jackson Jr. dans NWA: Straight Outta Compton - Michael B. Jordan dans Creed : L'Héritage de Rocky Balboa - Jacob Tremblay dans Room | - Jennifer Lawrence dans Joy - Jessica Chastain dans Seul sur Mars - Jennifer Garner dans Miracles du Ciel - Brie Larson dans Room - Tessa Thompson dans Creed : L'Héritage de Rocky Balboa - Alicia Vikander dans Danish Girl |
| Film : Science-fiction ou Fantastique | Acteur : Science-fiction ou Fantastique | Actrice : Science-fiction ou Fantastique |
| - Captain America: Civil War - Batman v Superman : L'Aube de la justice - Les Quatre Fantastiques - Hunger Games : La Révolte, Partie 2 - Le Chasseur et la Reine des glaces - Star Wars, épisode VII : Le Réveil de la Force | - Chris Evans dans Captain America: Civil War - Ben Affleck dans Batman v Superman : L'Aube de la justice - Henry Cavill dans Batman v Superman : L'Aube de la justice - Robert Downey Jr. dans Captain America: Civil War - Chris Hemsworth dans Le Chasseur et la Reine des glaces - Josh Hutcherson dans Hunger Games : La Révolte, Partie 2                                                                          | - Jennifer Lawrence dans Hunger Games : La Révolte, Partie 2 - Amy Adams dans Batman v Superman : L'Aube de la justice - Scarlett Johansson dans Captain America: Civil War - Chloë Grace Moretz dans La 5ème Vague - Daisy Ridley dans Star Wars, épisode VII : Le Réveil de la Force - Charlize Theron dans Le Chasseur et la Reine des glaces |
| Film : Comédie | Acteur : Comédie | Actrice : Comédie |
| - Mise à l'épreuve 2 - Barbershop: The Next Cut - Le Nouveau Stagiaire - Joyeuse fête des mères - Mr. Right - Zoolander 2 | - Zac Efron dans Nos pires voisins 2 - Will Ferrell dans Very Bad Dads - Kevin Hart dans Mise à l'épreuve 2 - Ice Cube dans Barbershop: The Next Cut et Mise à l'épreuve 2 - Keegan-Michael Key dans Keanu - Jordan Peele dans Keanu | - Chloë Grace Moretz dans Nos pires voisins 2 - Jennifer Aniston dans Joyeuse fête des mères - Anne Hathaway dans Le Nouveau Stagiaire - Anna Kendrick dans Mr. Right - Melissa McCarthy dans The Boss - Nicki Minaj dans Barbershop: The Next Cut                                                                                               |
| Meilleur Vilain | Meilleure Voleur de scène | Meilleure révélation |
| - Adam Driver dans Star Wars : Le Réveil de la Force - Daniel Brühl dans Captain America: Civil War - Jesse Eisenberg dans Batman v Superman : L'Aube de la justice - Aidan Gillen dans Le Labyrinthe : La Terre brûlée - Ed Skrein dans Deadpool - Charlize Theron dans Le Chasseur et la Reine des glaces | - Jena Malone dans Hunger Games : La Révolte, partie 2 - Chadwick Boseman dans Captain America: Civil War - Gal Gadot dans Batman v Superman : L'Aube de la justice - Tom Holland dans Captain America: Civil War - Evan Peters dans X-Men: Apocalypse - Miles Teller dans Divergente 3 : Au-delà du mur | - Daisy Ridley dans Star Wars : Le Réveil de la Force - John Boyega dans Star Wars : Le Réveil de la Force - Gal Gadot dans Batman v Superman : L'Aube de la justice - Brianna Hildebrand dans Deadpool - Neel Sethi dans Le Livre de la Jungle - Alexandra Shipp dans X-Men: Apocalypse                                                         |
| Meilleur Alchimie | Meilleure Baiser | Meilleure crise de colère |
| - Thomas Brodie-Sangster et Dylan O'Brien dans Le Labyrinthe : La Terre brûlée - Robert Downey Jr., Scarlett Johansson, Don Cheadle, Paul Bettany et Chadwick Boseman dans Captain America: Civil War - Chris Evans, Sebastian Stan, Anthony Mackie, Elizabeth Olsen et Jeremy Renner dans Captain America: Civil War - Jennifer Lawrence et Josh Hutcherson dans Hunger Games : La Révolte, partie 2 - Daisy Ridley et John Boyega dans Star Wars : Le Réveil de la Force - Shailene Woodley et Theo James dans Divergente 3 : Au-delà du mur | - Jennifer Lawrence et Josh Hutcherson dans Hunger Games : La Révolte, partie 2 - Henry Cavill et Amy Adams dans Batman v Superman : L'Aube de la justice - Emilia Clarke et Sam Claflin dans Avant toi - Chris Evans et Emily VanCamp dans Captain America: Civil War - Chris Hemsworth et Jessica Chastain dans Le Chasseur et la Reine des glaces - Shailene Woodley et Theo James dans Divergente 3 : Au-delà du mur | - Ryan Reynolds dans Deadpool - Adam Driver dans Star Wars : Le Réveil de la Force - Zac Efron dans Nos pires voisins 2 - Kevin Hart dans Mise à l'épreuve 2 - Hugh Jackman dans X-Men: Apocalypse - Jason Sudeikis dans Angry Birds, le film |
| Film de l'été | Film: Acteur de l'été | Film: Actrice de l'été |
| - Le Monde de Dory - Agents presque secrets - SOS Fantômes - Independence Day: Resurgence - Insaisissables 2 - X-Men: Apocalypse | - Kevin Hart dans Agents presque secrets - Stephen Amell dans Ninja Turtles 2 - Dave Franco dans Insaisissables 2 - Chris Hemsworth dans SOS Fantômes - Liam Hemsworth dans Independence Day: Resurgence - Dwayne Johnson dans Agents presque secrets | - Ellen DeGeneres dans Le Monde de Dory - Lizzy Caplan dans Insaisissables 2 - Megan Fox dans Ninja Turtles 2 - Blake Lively dans Instinct de survie - Melissa McCarthy dans SOS Fantômes - Kristen Wiig dans SOS Fantômes |
| Film AnTEENcipated | Film AnTEENcipated: Acteur | Film AnTEENcipated: Actrice |
| - Suicide Squad - Les Animaux fantastiques - Jason Bourne - Rogue One: A Star Wars Story - Star Trek : Sans limites - Les Trolls | - Dylan O'Brien dans Deepwater Horizon - Matt Damon dans Jason Bourne - Scott Eastwood dans Suicide Squad - Chris Pine dans Star Trek : Sans limites - Chris Pratt dans Les Sept Mercenaires - Will Smith dans Suicide Squad | - Cara Delevingne dans Suicide Squad - Anna Kendrick dans La Famille Hollar - Margot Robbie dans Suicide Squad - Britt Robertson dans The Space Between Us - Zoe Saldana dans Star Trek : Sans limites - Alicia Vikander dans Jason Bourne |

### Télévision
| Série : Dramatique | Acteur : Dramatique | Actrice : Dramatique |
| --- | --- | --- |
| - Pretty Little Liars - Empire - Gotham - Grey's Anatomy - Rosewood - Shades of Blue | - Ian Harding dans Pretty Little Liars - Keegan Allen dans Pretty Little Liars - Tyler Blackburn dans Pretty Little Liars - Terrence Howard dans Empire - Jussie Smollett dans Empire - Ben McKenzie dans Gotham                                                                                               | - Ashley Benson dans Pretty Little Liars - Troian Bellisario dans Pretty Little Liars - Taraji P. Henson dans Empire - Jennifer Lopez dans Shades of Blue - Maia Mitchell dans The Fosters - Kerry Washington dans Scandal                                                                                     |
| Série : Science-fiction ou Fantastique | Acteur : Science-fiction ou Fantastique | Actrice : Science-fiction ou Fantastique |
| - Once Upon a Time - Arrow - The Flash - iZombie - Supernatural - Vampire Diaries | - Grant Gustin dans The Flash - Andrew Lincoln dans The Walking Dead - Joseph Morgan dans The Originals - Jared Padalecki dans Supernatural - Ian Somerhalder dans Vampire Diaries - Paul Wesley dans Vampire Diaries                                                                                          | - Lana Parrilla dans Once Upon a Time - Kat Graham dans Vampire Diaries - Candice King dans Vampire Diaries - Danielle Panabaker dans Flash - Emily Bett Rickards dans Arrow - Eliza Taylor-Cotter dans Les 100                                                                                                |
| Série : Comédie | Acteur : Comédie | Actrice : Comédie |
| - La Fête à la maison : 20 ans après - Austin et Ally - Jane the Virgin - Liv et Maddie - Modern Family - Scream Queens | - Ross Lynch dans Austin et Ally - Anthony Anderson dans Black-ish - Jaime Camil dans Jane the Virgin - Taylor Lautner dans Cuckoo - Jim Parsons dans The Big Bang Theory - Andy Samberg dans Brooklyn Nine-Nine                                                                                               | - Candace Cameron Bure dans La Fête à la maison : 20 ans après - Dove Cameron dans Liv et Maddie - Laura Marano dans Austin et Ally - Lea Michele dans Scream Queens - Emma Roberts dans Scream Queens - Gina Rodriguez dans Jane the Virgin                                                                   |
| Dessin animé | Télé réalité | Série : Vilain |
| - Les Griffin - Descendants : Génération méchants - Souvenirs de Gravity Falls - La Forêt de l'Étrange - Les Simpson - Steven Universe | - L'Incroyable Famille Kardashian - Dance Moms - MasterChef Junior (en) - Mob Wives - Total Divas - The Voice | - Janel Parrish dans Pretty Little Liars - Brett Dalton dans Marvel : Les Agents du SHIELD - Greg Germann dans Once Upon A Time - Lea Michele dans Scream Queens - Cameron Monaghan dans Gotham - Teddy Sears dans Flash                                                                                       |
| Série : voleur de vedette | Révélation (acteur/actrice) | Meilleure nouveauté à la télévision |
| - Sasha Pieterse dans Pretty Little Liars - Misha Collins dans Supernatural - Becky G dans Empire - Tahj Mowry dans Baby Daddy - Serayah McNeill dans Empire - Hudson Yang dans Fresh Off the Boat | - Matthew Daddario dans Shadowhunters - Priyanka Chopra dans Quantico - Tom Ellis dans Lucifer - Emma Ishta dans Stitchers - Katherine McNamara dans Shadowhunters - Cam Newton dans All In with Cam Newton | - Shadowhunters - Legends of Tomorrow - Lucifer - Quantico - Stitchers - Supergirl |
| Série : alchimie | Série : baiser | Série : baiser |
| - Ashley Benson et Tyler Blackburn dans Pretty Little Liars - Candace Cameron Bure, Jodie Sweetin et Andrea Barber dans La Fête à la maison : 20 ans après - Kat Graham et Ian Somerhalder Vampire Diaries - Jared Padalecki et Misha Collins dans Supernatural - Candice Patton et Grant Gustin dans Flash - Eliza Taylor et Bob Morley dans The 100 | - Jennifer Morrison et Colin O'Donoghue dans Once Upon a Time - Chelsea Kane et Derek Theler dans Baby Daddy - Candice King et Paul Wesley dans Vampire Diaries - Grant Gustin et Candice Patton dans Flash - Leah Pipes et Joseph Morgan dans The Originals - Emily Bett Rickards et Stephen Amell dans Arrow | - Jennifer Morrison et Colin O'Donoghue dans Once Upon a Time - Chelsea Kane et Derek Theler dans Baby Daddy - Candice King et Paul Wesley dans Vampire Diaries - Grant Gustin et Candice Patton dans Flash - Leah Pipes et Joseph Morgan dans The Originals - Emily Bett Rickards et Stephen Amell dans Arrow |
| Série de l'été | Série : acteur de l'été | Série : actrice de l'été |
| - Teen Wolf - Baby Daddy - Le Monde de Riley - Tu crois que tu sais danser - The Fosters - Young and Hungry | - Dylan O'Brien dans Teen Wolf - Jean-Luc Bilodeau dans Baby Daddy - David Lambert dans The Fosters - Tyler Posey dans Teen Wolf - Gregg Sulkin dans Faking It | - Shelley Hennig dans Teen Wolf - Rowan Blanchard dans Le Monde de Riley - Lucy Hale dans Pretty Little Liars - Shay Mitchell dans Pretty Little Liars - Emily Osment dans Young and Hungry - Cierra Ramirez dans The Fosters                                                                                  |

### Musique
| Artiste Masculin | Artiste Féminin |
| --- | --- |
| - Justin Bieber - Drake - Nick Jonas - Zayn Malik - Shawn Mendes - Charlie Puth | - Beyonce - Selena Gomez - Ariana Grande - Demi Lovato - Rihanna - Taylor Swift |
| Groupe | Artiste R&B/Hip-Hop |
| - 5 Seconds of Summer - The Chainsmokers - DNCE - Fall Out Boy - Fifth Harmony - One Direction | - Iggy Azalea - Beyonce - Jason Derulo - Drake - Nicki Minaj - The Weeknd |
| Artiste Country | Single : Artiste Féminin |
| - Kelsea Ballerini - Luke Bryan - Hunter Hayes - Sam Hunt - Blake Shelton - Carrie Underwood | - Confident - Demi Lovato - Dangerous Woman - Ariana Grande - Hands to Myself - Selena Gomez - Hello - Adele - New Romantics - Taylor Swift - No - Meghan Trainor |
| Single : Artiste Masculin | Single : Groupe |
| - Close - Nick Jonas ft Tove Lo - My House - Flo Rida - One Call Away - Charlie Puth - Pillowtalk - Zayn Malik - Sorry - Justin Bieber - Youth - Troye Sivan                                                                                                  | - Cake by the Ocean - DNCE - Home - One Direction - She's Kinda Hot - 5 Seconds of Summer - Stressed Out - Twenty One Pilots - Wake Up - The Vamps - Work from Home - Fifth Harmony ft Ty Dolla $ign |
| Chanson Country | Chanson R&B/Hip-Hop |
| - Church Bells - Carrie Underwood - Go Ahead and Break My Heart - Blake Shelton ft Gwen Stefani - H.O.L.Y - Florida Georgia Line - Make You Miss Me - Sam Hunt - Peter Pan - Kelsea Ballerini - Without a Fight - Brad Paisley feat Demi Lovato               | - Chasing the Sky - Le casting de Empire ft Terrence Howard, Jussie Smollett, Bryshere Y. Gray - One Dance - Drake - Panda - Desiigner - Something New - Zendaya feat Chris Brown - Team - Iggy Azalea - Work - Rihanna ft Drake |
| Chanson Rock | Chanson d'amour |
| - America's Sweetheart - Elle King - HandClap - Fitz and The Tantrums - Jet Black Heart - 5 Seconds of Summer - Stressed Out - Twenty One Pilots - Walking on a Dream - Empire of the Sun - Wherever I Go - OneRepublic                                       | - Close - Nick Jonas ft Tove Lo - Hands to Myself - Selena Gomez - Into You - Ariana Grande - Perfect - One Direction - Secret Love Song - Little Mix - Vapor - 5 Seconds of Summer |
| Chanson de rupture | Chanson de l'été |
| - I Know What You Did Last Summer - Shawn Mendes et Camila Cabello - Love Yourself - Justin Bieber - Never Forget You - Zara Larsson et MNEK - Same Old Love - Selena Gomez - Stone Cold - Demi Lovato - We Don't Talk Anymore - Charlie Puth et Selena Gomez | - 7 Years - Lukas Graham - Cake by the Ocean - DNCE - Can't Stop the Feeling! - Justin Timberlake - Like I Would - Zayn Malik - This Is What You Came For - Calvin Harris ft Rihanna - Work from Home - Fifth Harmony et Ty Dolla $ign |
| Artiste féminine de l'été | Artiste masculin de l'été |
| - Selena Gomez - Ariana Grande - Demi Lovato - Pink - Rihanna - Gwen Stefani | - Justin Bieber - Drake - Nick Jonas - Zayn Malik - Shawn Mendes - Pitbull |
| Groupe de l'été | Tournée de l'été |
| - 5 Seconds of Summer - The 1975 - The Chainsmokers - DNCE - Fifth Harmony - OneRepublic | - "The 7/27 Tour" - Fifth Harmony - "Future Now Tour" - Demi Lovato et Nick Jonas - "Purpose World Tour" - Justin Bieber - "Revival Tour" - Selena Gomez - "Shawn Mendes World Tour" - Shawn Mendes - "Sounds Live Feels Live Tour" - 5 Seconds of Summer                                                                                   |
| Chanson de fête | Révélation |
| - Break a Sweat - Becky G - Cake by the Ocean - DNCE - Can't Stop the Feeling! - Justin Timberlake - Cheap Thrills - Sia feat Sean Paul - My House - Flo Rida - This Is What You Came For - Calvin Harris feat Rihanna                                        | - Alessia Cara - DNCE - Zayn Malik - Bea Miller - Charlie Puth - Troye Sivan |
| Prochaine grande révélation | Chanson d'un film ou d'une série |
| - Ruth B - Sofia Carson - Grace (en) - Hey Violet - New District - Leroy Sanchez | - Can't Stop the Feeling! - Justin Timberlake (Les Trolls) - Castle - Halsey (Le Chasseur et la Reine des glaces) - I Will Survive - Demi Lovato (Angry Birds, le film) - I'm in Love with a Monster - Fifth Harmony (Hôtel Transylvanie 2) - Just Like Fire - Pink (Alice de l'autre côté du miroir) - Try Everything - Shakira (Zootopie) |

### Web
| Star féminine du Web                                                                              | Star masculin du Web                                                                              |
| ------------------------------------------------------------------------------------------------- | ------------------------------------------------------------------------------------------------- |
| - Colleen Ballinger - Eva Gutowski - Gabbie Hanna - Jenn McAllister - Bethany Mota - Lilly Singh  | - Cameron Dallas - Dolan Twins - Joey Graceffa - Hayes Grier - Nash Grier - Tyler Oakley          |
| Comédien/comédienne du Web                                                                        | Fashion/Beauté                                                                                    |
| - Colleen Ballinger - GloZell - Ryan Higa - The Janoskians - Lilly Singh - Smosh                  | - Kandee Johnson - Rachel Levin - Bunny Meyer - Bethany Mota - Niki & Gabi - Michelle Phan        |
| Roi des réseaux sociaux                                                                           | Reine des réseaux sociaux                                                                         |
| - Justin Bieber - Cameron Dallas - LeBron James - Dwayne Johnson - Zayn Malik - Kanye West        | - Miley Cyrus - Fifth Harmony - Gigi Hadid - Kim Kardashian - Lady Gaga - Britney Spears          |
| Star de la musique                                                                                | YouTubeur/YouTubeuse                                                                              |
| - Boyce Avenue - Chloe X Halle - Cimorelli - Christina Grimmie - MattyBRaps - Johnny Orlando      | - Meg DeAngelis - Dolan Twins - Connor Franta - Eva Gutowski - Kian Lawley - Lilly Singh          |
| Meilleur Tweets                                                                                   | Vineur                                                                                            |
| - Justin Bieber - Kevin Hart - Lady Gaga - Katy Perry - Britney Spears - Kanye West               | - Matthew Espinosa - Gabbie Hanna - Zach King - Josh Peck - Lele Pons - Thomas Sanders            |
| Instagrammeur/Instagrammeuse                                                                      | Snapchatteur/Snapchatteuse                                                                        |
| - Justin Bieber - Selena Gomez - Blake Grey - Kim Kardashian - Hunter Rowland - Britney Spears    | - Taylor Caniff - Gigi Hadid - Kylie Jenner - DJ Khaled - Logan Paul - Brandon Rowland            |
| Meilleurs "Muser"                                                                                 | Meilleurs fanbase                                                                                 |
| - Baby Ariel - Loren Beech - Kristen Hancher - Ariana Renee - Jacob Sartorius - Mackenzie Ziegler | - 5 Seconds of Summer - Justin Bieber - Fifth Harmony - Zayn Malik - One Direction - Super Junior |

### Fashion
| La plus sexy                                                                                 | Le plus sexy                                                                                   |
| -------------------------------------------------------------------------------------------- | ---------------------------------------------------------------------------------------------- |
| - Hailey Baldwin - Selena Gomez - Gigi Hadid - Kendall Jenner - Demi Lovato - Bella Thorne   | - Justin Bieber - Cameron Dallas - Austin Mahone - Zayn Malik - Jussie Smollett - Harry Styles |
| Le plus stylé                                                                                | La plus stylée                                                                                 |
| - Brooklyn Beckham - Bryshere Y. Gray - Colton Haynes - Nick Jonas - Zayn Malik - Kanye West | - Becky G - Kesha - Blake Lively - Willow Smith - Bella Thorne - Zendaya                       |

### Sports
| Athlète : Homme                                                                               | Athlète : Femme                                                                                  | Équipe de sport |
| --------------------------------------------------------------------------------------------- | ------------------------------------------------------------------------------------------------ | --- |
| - Kobe Bryant - John Cena - Stephen Curry - Peyton Manning - Roman Reigns - Cristiano Ronaldo | - The Bella Twins - Simone Biles - Alex Morgan - Danica Patrick - Ronda Rousey - Serena Williams | - Cleveland Cavaliers - Denver Broncos - FC Barcelone - Golden State Warriors - San Jose Sharks - Équipe Olympique des États-Unis 2016 |

### Autres
| Comédien/comédienne                                                                          | Danseur/Danseuse                                                                                    |
| -------------------------------------------------------------------------------------------- | --------------------------------------------------------------------------------------------------- |
| - Aziz Ansari - James Corden - Ellen DeGeneres - Jordan Doww - Jimmy Fallon - Kevin Hart     | - Misty Copeland - Kalani Hilliker - Derek Hough - Julianne Hough - Chloe Lukasiak - Maddie Ziegler |
| Mannequin                                                                                    | Selfie                                                                                              |
| - Hailey Baldwin - Ashley Graham - Gigi Hadid - Winnie Harlow - Chanel Iman - Kendall Jenner | - Justin Bieber - Miley Cyrus - Ariana Grande - Kylie Jenner - Kim Kardashian - Lady Gaga           |

## Récompenses spéciales

### Decade Award: Prix d'honneur
- 2016 : Justin Timberlake[6]